# Bieler Milchkrieg
Der Bieler Milchkrieg bezeichnet einen Konflikt in Biel und im Schweizer Seeland. Im Milchkrieg wehrten sich die Frauen der Bieler Frauenorganisationen erfolgreich gegen den bernischen Milchhändlerverband sowie die lokale Konsumgenossenschaft. Nach dem Höhepunkt um den Jahreswechsel 1930/31 wurde der Konflikt erst im Jahr 1933 beigelegt. Zehn der beteiligten zwölf Frauenvereine schlossen sich 1932 zu einem Verband zusammen.

## Geschichte
Zu Beginn des 20. Jahrhunderts war frische Milch ein Grundnahrungsmittel und wurde in Schweizer Städten stark konsumiert – im Gegensatz zum Deutschen Reich. Da es weder Pasteurisierung noch Kühlschränke gab, wurde sie täglich nach Hause geliefert. Während des Ersten Weltkriegs lieferten dörfliche Milchgenossenschaften Milch an städtische Zentralen. Die Hauslieferungen von Milch wurden eingestellt und die Bevölkerung musste Milch bei Abholstellen («Débits» genannt) kaufen. Nach dem Krieg wurde die Hauszustellung in fast allen Schweizer Städten wieder aufgenommen, nicht jedoch in Biel, wo die Milchhändler des Seelandes erklärten, die Lieferung sei polizeilich verboten.
Im Sommer 1930 griff eine Gruppe von Frauenorganisationen den Missstand auf und begann eine Kampagne, die von den lokalen Medien und der feministischen Presse der Schweiz aufgegriffen wurde. Das Aktionskomitee prangerte die «Diktatur» des Verbands der Milchhändler an und forderte die sofortige Wiederaufnahme der Belieferung aller Haushalte ohne Preiserhöhung. Die Frauenorganisationen betonten in Flugblättern ihre «Macht» und die «Verantwortung» als Konsumentinnen («Wir Frauen kaufen, wer kauft, hat Macht, und Macht verpflichtet»). Sie stritten über die Machbarkeit von Lieferungen, die in anderen Städten angeboten wurden, und über die Handelsfreiheit, da einige Händler bereit waren, die Lieferungen wieder aufzunehmen. Sie sprachen die tägliche Arbeitsbelastung an, da viele Frauen auch in der Uhrenindustrie arbeiteten.
Der Konflikt war durch die Untätigkeit des Verbands unter der Führung von Robert Grünig festgefahren. Hygiene- und Kostenargumente wurden angeführt, um eine zentrale Verteilung zu rechtfertigen. Die Konsumentinnen schickten deshalb im November 1930 einen Brief an die Gemeindeverwaltung. Innerhalb weniger Tage nahmen zwölf Bieler Frauenorganisationen aller politischen Richtungen den Brief an und unterschrieben ihn. Der Versuch einer Vermittlung durch den Bieler Schul- und Polizeidirektor Paul-Achille Bourquin (PNR) blieb ohne Ergebnis. Ein Aufruf folgte:

«Bielerfrauen, der Milchhändlerverband und die Konsumgenossenschaft weigern sich, den Wünschen der Frauen zu entsprechen und die Hauslieferung der Milch, für diejenigen, die es wünschen, frei zu geben. Es bleibt uns Frauen nichts anderes übrig als zu Machtmitteln zu greifen. Vorerst laden wir euch alle zu einer Frauen-Protest-Versammlung auf Dienstag, den 2. Dezember 1930, abends 8.15 Uhr ins Rathaus ein. Frauen erscheint alle zur Aufklärung.»

Am 2. Dezember 1930 versammelten sich fast 800 Personen im Rathaus. Die Rednerinnen stellten den Händlern ein Ultimatum und forderten, dass die Lieferungen innerhalb von drei Tagen wieder aufgenommen werden sollten. Andernfalls drohte das Aktionskomitee mit «Massnahmen», um seine Ziele zu erreichen. Eine der Rednerinnen war die Lehrerin Alice Boder-Lauper (1893–1978), die eine Sprecherin der «Milchfrauen» wurde und mit Händlern und Behörden verhandelte. Da Verhandlungen erfolglos blieben, schritten die Frauen zum Boykott der Händler. Ein zweisprachiges Flugblatt mit den Überschriften «Aufruf zum Milchkrieg!» bzw. «Appel aux ménagères!» (französisch) informierte über die Weigerung der Händler und rief dazu auf, den Milchverbrauch einzuschränken sowie Kondensmilch, Butter und Käse bei unabhängigen Händlerinnen zu kaufen.
Zur aufeinander abgestimmten Kampagne gehörten eine ständige Präsenz in den lokalen Medien, Flugblätter, Kundgebungen, Informationsveranstaltungen und Protestversammlungen. Die Frauen konnten die breite Bevölkerung für ihr Anliegen gewinnen und eine Welle der Solidarität auslösen. Hinzu kam die Intervention auf politischer Ebene. Die Frauenzeitschriften des Landes berichteten ebenfalls mehrfach.
Ausserdem eröffneten die Bieler Frauen am 20. Januar 1931 die eigene «Central-Molkerei AG» am Bahnhofsplatz, die auch die Haushalte belieferte. Sie musste Milch aus Luzern und Freiburg beziehen, da die Produzenten der Region die Lieferung verweigerten. Es kam zu einem Preiskampf, bei dem die Händler ihre Preise um sechs Rappen senkten. Die Central-Molkerei war gezwungen, dasselbe zu tun, um wettbewerbsfähig zu bleiben. Der Milchkrieg wurde 1931 auch im Bieler Karneval persifliert: Eine Gruppe von Riesenbabys begleitete ein Plakat, auf dem die «Milchamazone» zum «Milchstreik» aufrief.
Während des Milchkriegs schlossen sich am 25. April 1932 zehn der zwölf beteiligten Frauenorganisationen zum «Verband der Bieler Frauenvereine» zusammen. Die Auseinandersetzung dauerte bis 1933 an. Die Frauenorganisationen stimmten einer Wiederaufnahme der Hauslieferungen durch die Milchhändler bei einer Preiserhöhung von zwei Rappen pro Liter zu. Eine Ausweitung der landwirtschaftlichen Beihilfen des Bundes könnte den Ausgang des Konflikts beeinflusst haben. Eine gemeinsame Feier im Bahnhofsbuffet markierte das Ende des Milchkriegs. Der Konflikt erlebte 1934 eine Neuauflage, als die Central-Molkerei versuchte, eine zentrumsnahe Filiale in Biel zu eröffnen. Der Gemeinderat trat zugunsten der Molkerei ein, aber die Frauenvereine verkauften den Betrieb.
Die Bielerinnen kamen im Milchkrieg zu politischer, sozialer und wirtschaftlicher Anerkennung. Elisabeth Joris bezeichnet ihren Erfolg als «spektakulär», Patricia Purtschert nennt den Konflikt «besonders bedeutsam». Im Jahr 1932 schlossen sich die Hausfrauenvereine des Landes zum «Verband Schweizerischer Hausfrauenvereine» (VSH) zusammen. Der Verband der Bieler Frauenvereine unternahm 1945 einen ersten Vorstoss für das Frauenstimm- und -wahlrecht. Er löste sich 2002 nach 70-jähriger Tätigkeit auf.

## Liste der beteiligten Bieler Frauenorganisationen
Am Milchkrieg beteiligt waren:
- Hausfrauenverein Biel und Umgebung
- Gemeinnütziger Frauenverein
- Sozialdemokratische Frauengruppe
- Verein zur Förderung der Fraueninteressen
- Groupe féministe de Bienne (Bieler Sektion des Schweizerischen Verbands für Frauenstimmrecht – SVF)
- Hilfsverein Madretsch
- Frauenverein «Union»
- Frauen-Gewerbeverband
- Lehrerinnenverein
- Christkatholischer Frauenverein
- Israelitischer Wohltätigkeits-Frauenverein
- Verein der Freundinnen junger Mädchen

## Belege
1. 1 2 3 4 5  Rahel Wehrlin: Hausfrauen im Kampf für die Milch vor der Haustür. Der Bieler Milchkrieg 1930/31. In: Frauenplatz Biel/Femmes en réseau Bienne (Hrsg.): KulturElle. Nr. 2, 2018., S. 5.
2. 1 2 3 4 5 6 7 8  Anne-Valérie Zuber: Guerre du lait, Bienne (1930–1933). In: Dictionnaire du Jura (DIJU; französisch, Stand: 31. März 2022).
3. 1 2 3  Margrit Wick-Werder: Der Milchkrieg – Juravorstadt 9. In: Der andere Blick – Stadtrundgang Biel. Frauenplatz Biel, Biel 2002. Bl. 9.
4. ↑  Beispielsweise das Schweizer Frauenblatt am 30. Januar 1931: Wie der Milchkrieg der Bieler Frauen weiter gegangen ist und die Frauen-Zeitung Berna am 6. Februar 1931: Die neue Zentralmolkerei in Biel.
5. ↑  Elisabeth Joris: Hausarbeit. In: Historisches Lexikon der Schweiz.
6. ↑  Patricia Purtschert: Kolonialität und Geschlecht im 20. Jahrhundert. Eine Geschichte der weissen Schweiz. transcript, Bielefeld 2019. ISBN 978-3-8376-4410-4. S. 174.